# Alagir
Alagir (russisch Алаги́р, ossetisch Алагир) ist eine Industriestadt in der russischen Teilrepublik Nordossetien-Alanien. Sie liegt am westlichen Ufer des Ardon, 54 Kilometer westlich der nordossetischen Hauptstadt Wladikawkas. In Alagir leben 20.949 Menschen (Stand 14. Oktober 2010).

## Geschichte

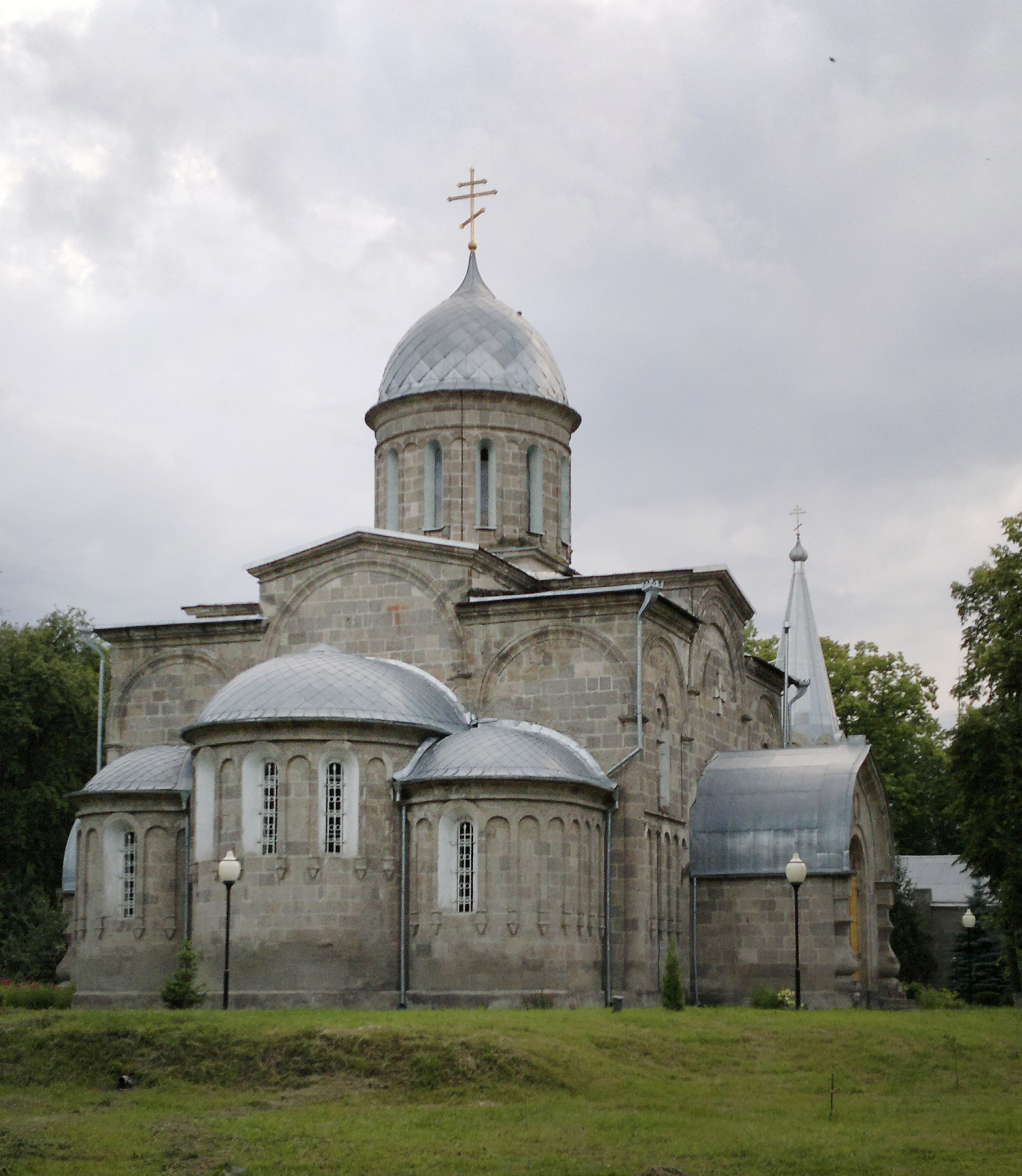
Christi-Himmelfahrts-Kathedrale in Alagir

Die Stadt wurde 1850 von Fürst Michail Semjonowitsch Woronzow, dem Vizekönig des Kaukasus, in der Nähe einer ehemaligen Silbermine gegründet. Alagir wurde als befestigte Siedlung um eine Schmelze herum gebaut und stieg schnell zu einem Zentrum für Bergbau auf. 1938 wurde Alagir zur Stadt erhoben.
Alagir wurde während der deutschen Sommeroffensive 1942 (Unternehmen Edelweiß) von deutschen Truppen besetzt und nach Abbruch der Offensive zum Jahreswechsel 1942/43 und Beginn der sowjetischen Gegenoffensive (Nordkaukasische Operation) im Januar 1943 wieder befreit.

### Bevölkerungsentwicklung
| Jahr | Einwohner |
| ---- | --------- |
| 1939 | 12.648    |
| 1959 | 15.163    |
| 1970 | 18.161    |
| 1979 | 19.007    |
| 1989 | 21.132    |
| 2002 | 21.496    |
| 2010 | 20.949    |

Anmerkung: Volkszählungsdaten

## Wirtschaft
Die Wirtschaft der Stadt ist auch heute noch vom Bergbau dominiert. Außerdem haben sich in der Stadt holzverarbeitende Betriebe, Konservenfabriken und Fertigungsanlagen niedergelassen.

## Söhne und Töchter der Stadt
- Georgi Chetagurow (1903–1975), Armeegeneral und Held der Sowjetunion, bei Alagier geboren
- Stanislaw Tschertschessow (* 1963), Fußballtorhüter und -trainer
- Chetag Gasjumow (* 1983), Ringer